# Dziewica Malena
Dziewica Malena (Jungfrau Maleen) – baśń opublikowana przez  braci Grimm w 1850 roku w szóstym wydaniu ich zbioru  Baśni (tom 2, nr 198).

## Opis fabuły
Źródło:
Pewien książę starał się o rękę królewny imieniem Malena (org. Maleen). Jednak ojciec królewny, odrzucił zalotnika, gdyż obiecał córkę innemu. Wtedy królewna, która także pokochała księcia, oświadczyła ojcu, że nie wyjdzie za nikogo innego. Rozgniewany król, kazał zamknąć córkę wraz ze służącą, w kamiennej wieży na siedem lat. Liczył na to, że złamie w ten sposób jej upór.
Po siedmiu latach jedzenie się skończyło, ale nikt nie przyszedł, aby uwolnić kobiety. Księżniczka i jej służąca postanowiły same wydostać się  z wieży. Z pomocą noża od chleba zaczęły wiercić dziury w miejscu spojenia dwóch kamieni. W ten sposób udało im się kolejno wyciągać ogromne kamienie z muru. Wreszcie otwór stał się tak duży, że mogły opuścić swoje więzienie.
Okazało się, że ich królestwo zostało zniszczone i podbite przez nieprzyjaciela, a króla dawno już nie ma. Kobiety podjęły więc wędrówkę w poszukiwaniu miejsca gdzie mogłyby się osiedlić, ale nigdzie nie mogły znaleźć przytułku. Wszyscy zamykali przed nimi drzwi, nikt nie chciał się nad nimi ulitować. Cierpiały tak wielką nędzę, że żywić się musiały liśćmi pokrzywy.
W końcu przybyły do sąsiedniego królestwa, w którym następcą tronu był ów królewicz, który kiedyś starał się o jej rękę. Tam również cierpiały nędzę.  Kucharz królewski ulitował się w końcu nad nimi i zatrudnił w kuchni jako posługaczki.
Ojciec królewicza, którego kiedyś kochała Malena, przeznaczył mu inną narzeczoną, która była kobietą złą i tak brzydką, że nie chciała, aby ktokolwiek ją widział. W dniu ślubu nie chcąc by książę ją zobaczył, rozkazała Malenie by zajęła jej miejsce. Podczas wesela książę założył złoty naszyjnik na szyję Malenie jako dowód ich małżeństwa.
Po ślubie, gdy książę spotkał się z prawdziwą narzeczoną, spostrzegł, że nie jest tą, którą poślubił. Nie miała też złotego łańcucha. Naciskana przez księcia ujawniła prawdę.
Książę wyruszył poszukać tej z którą się ożenił. W międzyczasie brzydka księżniczka wysłała służących, by zabili Malenę. Książę przybył jednak na czas, by ją uratować. Wówczas rozpoznał w niej księżniczkę Malenę, o której rękę się starał. Ona opowiedziała mu wszystko, co ją spotkało przez ten czas. Książę uznał ją za swoją prawowitą małżonkę, zaś brzydkiej księżniczce za karę ucięto głowę.

## Ekranizacje
- Księżniczka Maleen (Prinzessin Maleen) – niemiecki film z 2015 roku należący do serii Najpiękniejsze baśnie braci Grimm.